# يوتا كاواتشي
يوتا كاواتشي (باليابانية: 河内 勇太) (8 نوفمبر 1985 في سايكي في اليابان – )؛ هو لاعب كرة قدم سابق كان يلعب كمهاجم.

## وصلات خارجية
- يوتا كاواتشي على موقع قاعدة بيانات كرة القدم.إي يو (الإنجليزية)
- يوتا كاواتشي على موقع Soccerway.com (الإنجليزية)
- يوتا كاواتشي على موقع عالم كرة القدم.نت (الإنجليزية)